# (474089) 2016 KE2
(474089) 2016 KE2 es un asteroide perteneciente al cinturón de asteroides, descubierto el 1 de octubre de 2005 por el equipo del Mount Lemmon Survey desde el Observatorio del Monte Lemmon, Arizona, Estados Unidos.

## Designación y nombre
Designado provisionalmente como 2016 KE2.

## Características orbitales
2016 KE2 está situado a una distancia media del Sol de 2,571 ua, pudiendo alejarse hasta 2,985 ua y acercarse hasta 2,158 ua. Su excentricidad es 0,160 y la inclinación orbital 13,40 grados. Emplea 1506 días en completar una órbita alrededor del Sol.

## Características físicas
La magnitud absoluta de 2016 KE2 es 17,135.